# Kap Anderson
Kap Anderson ist ein Kap an der Südküste von Laurie Island im Archipel der Südlichen Orkneyinseln. Es markiert die Ostseite der Einfahrt zur Mill Cove.
Kartiert wurde es bei der Scottish National Antarctic Expedition (1902–1904) unter der Leitung des schottischen Polarforschers William Speirs Bruce. Bruce benannte das Kap nach seiner Sekretärin Nan Anderson.